# Sony Creative Software
Sony Creative Software（ソニー・クリエイティブ・ソフトウェア）とはアメリカ合衆国ウィスコンシン州マディソンに本社を置くコンピュータ･ソフトウェア会社である。
Sony Corporation of Americaの子会社であり、おもにマルチメディア関係のソフトウェアの開発・販売を行っている。日本法人はなく、2016年現在はソースネクストが日本代理店となっている。2016年5月、Vegas ProやVegas Movie Studio、ACID、Sound Forge、SpectraLayers Pro、Audio Master Suite、CD Architect、DVD Architectといった製品の大部分をMAGIX社に売却した。Catalyst製品群の開発・販売は継続する。

## 製品
- Vegas - 動画編集ソフトウェア　(MAGIX社に売却済)
- ACID - DTMソフトウェア (MAGIX社に売却済)
- SoundForge - 音声編集ソフトウェア (MAGIX社に売却済)
- Cinescore - サウンドトラック生成 (MAGIX社に売却済)
- Photo Go - 写真管理 (MAGIX社に売却済)
- Media Manager Pro for PSP - PSP向けのビデオ変換や管理
- Catalyst Production Suite - プロ・法人向けの映像制作・編集・管理ソフトウェア